# Mercedes-Benz 500K Spezialroadster
Mercedes-Benz 500K Spezialroadster – samochód osobowy produkowany przez przedsiębiorstwo Mercedes-Benz w latach 1934-1936.
Model 500K Spezialroadster zbudowany był na produkowanej przez firmę Daimler-Benz ramie konstrukcyjnej ze skróconym rozstawem osi, dzięki czemu osadzono na niej idealnie proporcjonalne nadwozie typu roadster. w odróżnieniu od wersji 500K, w tym modelu chłodnica była umiejscowiona nie przed, a dokładnie nad przednią osią pojazdu.

## Dane techniczne
- R8 5,0 l (5018 cm3), 2 zawory na cylinder, OHV, SC[1]
- Układ zasilania: gaźnik[1]
- Moc maksymalna: 100 (z kompresorem 160) KM 73 (z kompresorem 118 kW) przy 3400 obr./min.[1]
- Maksymalny moment obrotowy: b/d
- Prędkość maksymalna: 160 km/h